# Leslie White
Leslie Alvin White (Salida, Colorado, 1900 - Santa Bàrbara, 1975) va ser un sociòleg i antropòleg estatunidenc.
El 1927 va esdevenir professor de sociologia i antropologia a la Universitat de Buffalo. La seva orientació inicial en l'antropologia era antievolutiva, segons l'estil de l'època i la influència que hi va tenir l'escola boasiana, però es va convertir a l'evolucionisme quan va tenir dificultats en defensar les teories de Franz Boas a les seves classes.
El 1930, es va traslladar a la Universitat de Michigan, on va romandre fins a jubilar-se el 1970. Durant els primers anys en aquesta universitat, els seus escrits van ser dedicats a un animat debat amb els seguidors de Boas. White va fer intenses investigacions sobre la vida i obres de l'antropòleg evolucionista Lewis Henry Morgan, fins i tot va intentar reconstruir literalment els viatges que aquest va fer. Per a White, tot el comportament de l'ésser humà és un comportament simbòlic, el que l'apropa als antropòlegs cognitius del nostre temps.

## Obres
Les seves obres més destacades són:
- The Acoma Indians (1932)
- The Pueblo of San Felipe (1932)
- The Pueblo of San Domingo, New Mexico (1935)
- The Pueblo of Santa Ana, New Mexico (1942)
- The evolution of Culture: The Development of Civilization to the Fall of Rome (1959)